# Rumbrand
Rumbrand er et mindre skovområde vest for Sølvested i Sydslesvig. Skoven består overvejende af løvskov. Den afvander via Eskebæk (Rumbdrandenau, Rumbrand Å), en biflod til Trenen. I administrativ henseende hører området under Sølvested Kommune i Slesvig-Flensborg kreds i den nordtyske delstat Slesvig-Holsten. I den danske tid hørte skoven under Treja Sogn i Treja Herred (Gottorp Amt). Rumbrand Skov grænser i vest til Kærlo Skov (ty. Kerlöh) og i syd til Røjskov (Raade). Rumbrand og Rojskov omtales også som Sylvested- eller Sølvestedskove. Rumbrand og Kærlo udgør i dag et fælles habitatområde under det fælleseuropæiske Natura 2000-projekt. 
Rumbrand er første gang nævnt omkring 1790. Stednavnet er dansk, sammensat af rum og brand. Navnet beskriver altså en brandrydning.